# ترويا
ترويا (بالإيطالية: Troia)‏ هي بلدية في مقاطعة فودجا في إقليم بوليا الإيطالي.

## السكان
في سنة 1861 بلغ عدد السكان 5٬686 نسمة، وتطور العدد ليصل في سنة 2011 لـ 7٬330 نسمة.
يظهر هذا المخطط البياني تطور النمو السكاني لـ ترويا

## أعلام
- أنتونيو سالاندرا
- رانولف الثاني من أليفي
- ماريو بيكسيا